# Australopithecus
Släktet Australopithecus är en grupp utdöda hominider som är närbesläktade med människan och levde för 5,25–1,98 miljoner år sedan. Namnet betyder sydapa.
A. afarensis och A. africanus är de arter inom släktet som vi har bäst fossil av. A. africanus ansågs tidigare som förfader till släktet Homo (speciellt då Homo habilis). Nyare fossil från släktet Homo har hittats som är äldre än A. africanus, vilket betyder att Homo antingen formats från en utvecklingsgren av släktet Australopithecus vid ett tidigare tillfälle (det vill säga den sista gemensamma anfadern är A. afarensis eller en tidigare art). eller så har båda utvecklats oberoende av varandra från en ännu okänd gemensam förfader.
Släktet Australopithecus kan ha uppstått för omkring 4,2 miljoner år sedan, sannolikt ur Ardipithecus.
Fossila exemplar av släktet Australopithecus, ett kranium som döptes till "Barnet från Taung", hittades första gången år 1924 i ett stenbrott i Transvaal i Sydafrika. Upphittaren Raymond Dart gav dem namnet Australopithecus africanus, vilket är en kombination av austral 'sydlig', pithecin 'apa' och 'afrikansk'.